# 加那利洋流

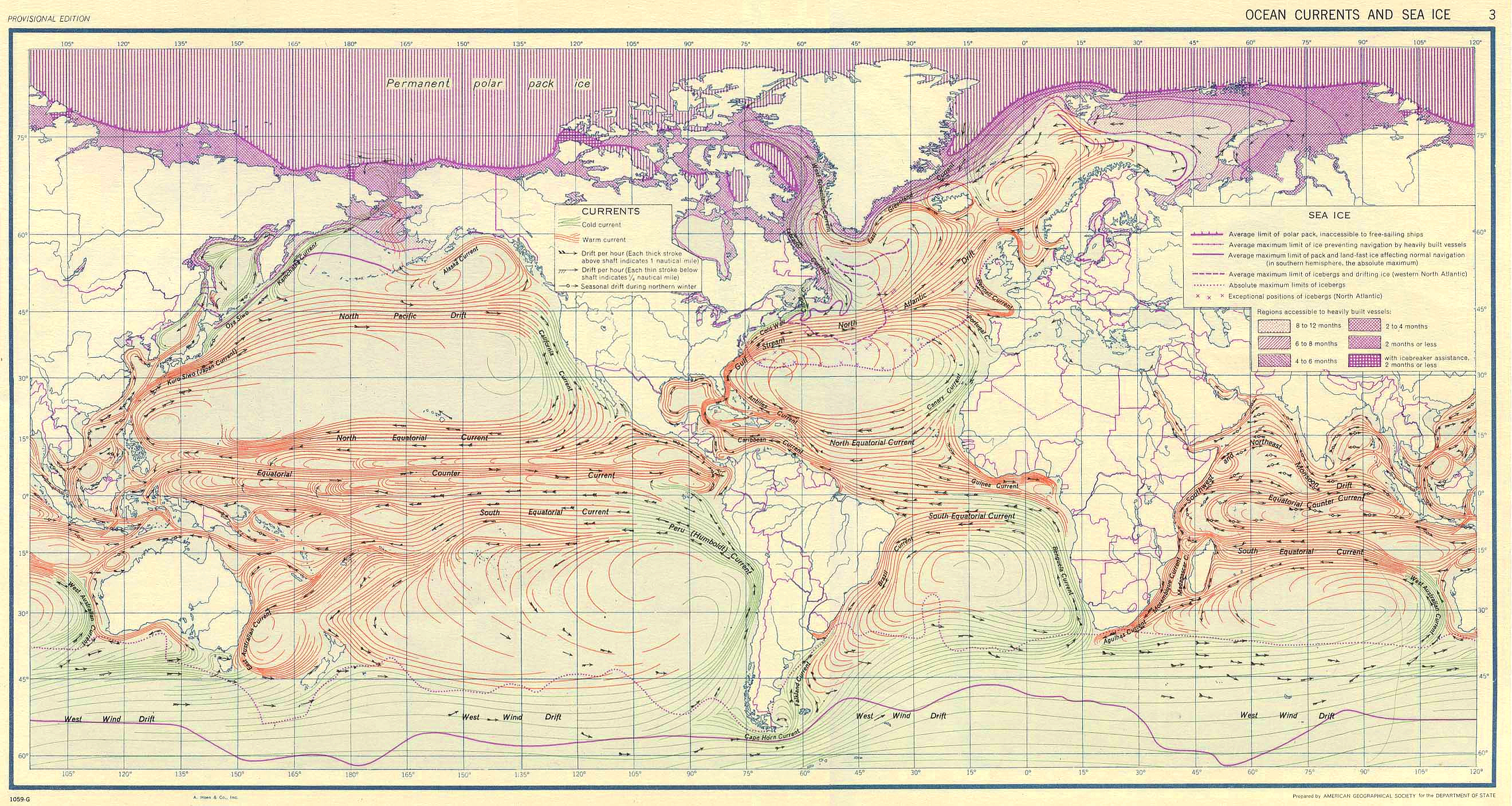
世界洋流概要。

加那利洋流（Canary Current），或稱為加那利涼流，為一個北大西洋漂流向南分支出來的洋流，並且向西南流動遠至塞內加爾而且亦在此處轉往西流。

## 加那利洋流的上升流
加那利洋流把水面下有豐富養分的水帶向上引致其洋流的低水溫。其命名來自加那利群島。主要的上升流發生在北緯23至25度間。

## 摩洛哥漁業促進
加那利群島阻擋了部分加那利洋流。加那利洋流負擔了環流系統的向南流動的水流，增加摩洛哥漁業的產量。

## 腓尼基時期開發歷史
廣闊及緩慢的加那利洋流被認為在腓尼基時期沿著西摩洛哥的定居地及航海被開始開發。古代腓尼基人除了在此區域開發漁場外，亦在現在的索維拉外的Iles Purpuraires島建立一個工廠，用作由海棲腹足動物骨螺等物種分解出染料泰爾紫。

## 外部連結
- Ocean Currents: Canary Current（页面存档备份，存于）